# Tournoi pré-olympique de football de 1983-1984
Navigation
Moscou 1980 Séoul 1988
Le tournoi pré-olympique de football de 1983-1984 a eu pour but de désigner les 14 nations qualifiées pour participer au tournoi final de football, disputé lors des Jeux olympiques de Los Angeles en 1984. Médaillée d'or et tenante du titre, la Tchécoslovaquie est qualifiée d'office, toutefois remplacée par l'Italie à la suite de son retrait, ainsi que les États-Unis en tant que pays hôte, ces deux nations complètent ainsi le total des 16 participants à la phase finale.
Sur 97 nations inscrites au départ, 88 pays originaires de six continents ont effectivement pris part aux matches de qualification,, qui ont eu lieu du 16 janvier 1983 au 29 avril 1984, et étaient répartis entre les six confédérations comme suit :
- 20 équipes d'Europe (UEFA)
- 06 équipes d'Amérique du Sud (CONMEBOL)
- 15 équipes d'Amérique du Nord et d'Amérique centrale (CONCACAF)
- 19 équipes d'Asie (AFC)
- 02 équipes d'Océanie (OFC)
- 26 équipes d'Afrique (CAF)

Cette édition des Jeux fut marquée par le boycott d'une quinzaine de pays du bloc communiste, dont l'URSS, craignant pour leur sécurité mais également en réplique au boycott américain aux Jeux olympiques de Moscou quatre ans plus tôt. Plusieurs nations qualifiées à l'issue de ces éliminatoires ont ainsi cédé leur place et ont été remplacées par d'autres pays qui étaient normalement éliminés.

## Pays qualifiés
| Tournoi qualificatif           | Dates                               | Lieu      | Places | Qualifiés                                                                                   |
| ------------------------------ | ----------------------------------- | --------- | ------ | ------------------------------------------------------------------------------------------- |
| Pays organisateur              |                                     |           | 1      | États-Unis                                                                                  |
| Tenant du titre                |                                     |           | 1      | Tchécoslovaquie Italie                                                                      |
| Tournoi pré-olympique UEFA     | du 2 mars 1983 au 25 avril 1984     | Itinérant | 4      | Union soviétique Allemagne de l'Ouest Allemagne de l'Est Pologne Norvège Yougoslavie France |
| Tournoi pré-olympique CONMEBOL | du 8 au 21 février 1984             | Équateur  | 2      | Brésil Chili                                                                                |
| Tournoi pré-olympique CONCACAF | du 16 janvier 1983 au 25 avril 1984 | Itinérant | 2      | Costa Rica Canada                                                                           |
| Tournoi pré-olympique AFC      | du 12 août 1983 au 29 avril 1984    | Singapour | 3      | Arabie saoudite Qatar Irak                                                                  |
| Tournoi pré-olympique CAF      | du 3 mars 1983 au 26 février 1984   | Itinérant | 3      | Égypte Cameroun Maroc                                                                       |
| Total                          |                                     |           | 16     |                                                                                             |

## Résultats des qualifications par confédération
Dans les phases de qualification en groupe disputées selon le système de championnat, en cas d’égalité de points de plusieurs équipes à l'issue de la dernière journée, les critères suivants sont appliqués dans l'ordre indiqué pour établir leur classement :

- Meilleure différence de buts,
- Plus grand nombre de buts marqués.

Dans le système à élimination directe avec des matches aller et retour, en cas d'égalité parfaite au score cumulé des deux rencontres, les mesures suivantes sont d'application :

- Organisation de prolongations et, au besoin, d'une séance de tirs au but, si les deux équipes sont toujours à égalité au terme des prolongations (UEFA, AFC), ou
- Nécessité d'un match d'appui disputé sur terrain neutre (CONCACAF),
- La règle des buts marqués à l'extérieur n'est pas en vigueur,
- Les éliminatoires de la zone Afrique (CAF) prévoient un règlement différent en fonction du stade de la compétition :
  - Lors des tours préliminaires, la règle des buts marqués à l'extérieur est en vigueur,
  - Lors du dernier tour qualificatif, organisation de prolongations et, au besoin, d'une séance de tirs au but, si les deux équipes sont toujours à égalité au terme des prolongations.

### Europe (UEFA)
Le tournoi européen de qualification aux Jeux olympiques d'été de 1984 s'est déroulé du 2 mars 1983 au 25 avril 1984 entre quatre poules : deux groupes de cinq équipes, un groupe de quatre équipes et un groupe de six équipes. Un tour préliminaire a été disputé pour décider qui du Liechtenstein ou des Pays-Bas rejoindrait les trois autres nations du Groupe 3 tandis que le Groupe 4 a été scindé en deux sous-groupes de trois équipes dont les vainqueurs respectifs, l'Allemagne de l'Ouest et la France, se sont disputé la dernière place qualificative lors de barrages aller et retour. À l'issue de ces éliminatoires, l'Union soviétique, l'Allemagne de l'Est, la Yougoslavie et la France ont décroché leur participation au tournoi olympique, toutefois la première fut remplacée par l'Allemagne de l'Ouest et la deuxième par la Norvège après que la Pologne ait décliné l'invitation. D'abord inscrite, la Turquie n'a quant à elle finalement pas pris part à la compétition.

#### Groupe 1
| Rang | Équipe           | Pts     | J       | G       | N       | P       | Bp      | Bc      | Diff    |  | Résultats (▼ dom., ► ext.) |     |     |     |     |
| ---- | ---------------- | ------- | ------- | ------- | ------- | ------- | ------- | ------- | ------- |  | -------------------------- | --- | --- | --- | --- |
| 1    | Union soviétique | 8       | 6       | 3       | 2       | 1       | 9       | 4       | +5      |  | Union soviétique           |     | 0-1 | 0-0 | 3-0 |
| 2    | Hongrie          | 8       | 6       | 3       | 2       | 1       | 8       | 5       | +3      |  | Hongrie                    | 0-1 |     | 1-1 | 3-1 |
| 3    | Bulgarie         | 7       | 6       | 1       | 5       | 0       | 7       | 5       | +2      |  | Bulgarie                   | 2-2 | 1-1 |     | 0-0 |
| 4    | Grèce            | 1       | 6       | 0       | 1       | 5       | 4       | 14      | -10     |  | Grèce                      | 1-3 | 1-2 | 1-3 |     |
| -    | Turquie          | Forfait | Forfait | Forfait | Forfait | Forfait | Forfait | Forfait | Forfait |  |                            |     |     |     |     |

#### Groupe 2
| Rang | Équipe             | Pts | J | G | N | P | Bp | Bc | Diff |  | Résultats (▼ dom., ► ext.) |     |     |     |     |     |
| ---- | ------------------ | --- | - | - | - | - | -- | -- | ---- |  | -------------------------- | --- | --- | --- | --- | --- |
| 1    | Allemagne de l'Est | 13  | 8 | 6 | 1 | 1 | 14 | 5  | +9   |  | Allemagne de l'Est         |     | 3-1 | 1-0 | 4-0 | 1-0 |
| 2    | Pologne            | 13  | 8 | 6 | 1 | 1 | 13 | 6  | +7   |  | Pologne                    | 2-1 |     | 1-0 | 0-0 | 3-2 |
| 3    | Norvège            | 6   | 8 | 1 | 4 | 3 | 9  | 10 | -1   |  | Norvège                    | 1-1 | 0-1 |     | 1-1 | 4-2 |
| 4    | Danemark           | 6   | 8 | 1 | 4 | 3 | 7  | 10 | -3   |  | Danemark                   | 1-2 | 0-1 | 2-2 |     | 3-0 |
| 5    | Finlande           | 2   | 8 | 0 | 2 | 6 | 5  | 17 | -12  |  | Finlande                   | 0-1 | 0-4 | 1-1 | 0-0 |     |

#### Groupe 3

##### Tour préliminaire
| Équipe 1      | Résultat | Équipe 2 | Aller | Retour |
| ------------- | -------- | -------- | ----- | ------ |
| Liechtenstein | 1 - 6    | Pays-Bas | 0 - 3 | 1 - 3  |

| Rang | Équipe      | Pts | J | G | N | P | Bp | Bc | Diff |  | Résultats (▼ dom., ► ext.) |     |     |     |     |
| ---- | ----------- | --- | - | - | - | - | -- | -- | ---- |  | -------------------------- | --- | --- | --- | --- |
| 1    | Yougoslavie | 9   | 6 | 4 | 1 | 1 | 14 | 6  | +8   |  | Yougoslavie                |     | 4-1 | 5-1 | 2-1 |
| 2    | Roumanie    | 8   | 6 | 3 | 2 | 1 | 7  | 5  | +2   |  | Roumanie                   | 1-0 |     | 0-0 | 3-0 |
| 3    | Italie      | 4   | 6 | 0 | 4 | 2 | 7  | 12 | -5   |  | Italie                     | 2-2 | 1-2 |     | 2-2 |
| 4    | Pays-Bas    | 3   | 6 | 0 | 3 | 3 | 4  | 9  | -5   |  | Pays-Bas                   | 0-1 | 0-0 | 1-1 |     |

#### Groupe 4

##### Groupe 4A
| Rang | Équipe               | Pts | J | G | N | P | Bp | Bc | Diff |  | Résultats (▼ dom., ► ext.) |     |     |     |
| ---- | -------------------- | --- | - | - | - | - | -- | -- | ---- |  | -------------------------- | --- | --- | --- |
| 1    | Allemagne de l'Ouest | 6   | 4 | 3 | 0 | 1 | 7  | 3  | +4   |  | Allemagne de l'Ouest       |     | 3-0 | 2-0 |
| 2    | Portugal             | 4   | 4 | 2 | 0 | 2 | 5  | 6  | -1   |  | Portugal                   | 3-1 |     | 2-1 |
| 3    | Israël               | 2   | 4 | 1 | 0 | 3 | 2  | 5  | -3   |  | Israël                     | 0-1 | 1-0 |     |

##### Groupe 4B
| Rang | Équipe   | Pts | J | G | N | P | Bp | Bc | Diff |  | Résultats (▼ dom., ► ext.) |     |     |     |
| ---- | -------- | --- | - | - | - | - | -- | -- | ---- |  | -------------------------- | --- | --- | --- |
| 1    | France   | 7   | 4 | 3 | 1 | 0 | 7  | 2  | +5   |  | France                     |     | 2-0 | 3-1 |
| 2    | Belgique | 3   | 4 | 0 | 3 | 1 | 1  | 3  | -2   |  | Belgique                   | 1-1 |     | 0-0 |
| 3    | Espagne  | 2   | 4 | 0 | 2 | 2 | 1  | 4  | -3   |  | Espagne                    | 0-1 | 0-0 |     |

##### Barrage
| Équipe 1 | Résultat | Équipe 2             | Aller | Retour |
| -------- | -------- | -------------------- | ----- | ------ |
| France   | 2 - 1    | Allemagne de l'Ouest | 1 - 1 | 1 - 0  |

### Amérique du Sud (CONMEBOL)
Le tournoi pré-olympique sud-américain s'est déroulé du 8 au 21 février 1984 à Guayaquil en Équateur. Les huit nations participantes ont été versées dans deux poules de quatre équipes. Les deux équipes les mieux classées de chacun des deux groupes se sont retrouvées pour le tournoi final au sein d'un groupe unique dont les deux premiers étaient placés pour le tournoi olympique au terme d'une compétition à match unique entre chacun des adversaires. À l'issue de ces éliminatoires, le Brésil et le Chili se sont qualifiés, d'abord inscrits le Pérou et l'Argentine n'ont quant à eux finalement pas pris part à la compétition. La Bolivie et l'Uruguay n'ont pas désiré participer au tournoi.

#### Premier tour

##### Groupe 1
| Rang | Équipe   | Pts     | J       | G       | N       | P       | Bp      | Bc      | Diff    |  | Résultats (▼ dom., ► ext.) |  |     |     |
| ---- | -------- | ------- | ------- | ------- | ------- | ------- | ------- | ------- | ------- |  | -------------------------- |  | --- | --- |
| 1    | Équateur | 3       | 2       | 1       | 1       | 0       | 3       | 0       | +3      |  | Équateur                   |  | 0-0 | 3-0 |
| 2    | Brésil   | 3       | 2       | 1       | 1       | 0       | 2       | 1       | +1      |  | Brésil                     |  |     | 2-1 |
| 3    | Colombie | 0       | 2       | 0       | 0       | 2       | 1       | 5       | -4      |  | Colombie                   |  |     |     |
| -    | Pérou    | Forfait | Forfait | Forfait | Forfait | Forfait | Forfait | Forfait | Forfait |  |                            |  |     |     |

##### Groupe 2
| Rang | Équipe    | Pts     | J       | G       | N       | P       | Bp      | Bc      | Diff    |  | Résultats (▼ dom., ► ext.) |  |     |     |
| ---- | --------- | ------- | ------- | ------- | ------- | ------- | ------- | ------- | ------- |  | -------------------------- |  | --- | --- |
| 1    | Paraguay  | 3       | 2       | 1       | 1       | 0       | 4       | 0       | +4      |  | Paraguay                   |  | 0-0 | 4-0 |
| 2    | Chili     | 3       | 2       | 1       | 1       | 0       | 1       | 0       | +1      |  | Chili                      |  |     | 1-0 |
| 3    | Venezuela | 0       | 2       | 0       | 0       | 2       | 0       | 5       | -5      |  | Venezuela                  |  |     |     |
| -    | Argentine | Forfait | Forfait | Forfait | Forfait | Forfait | Forfait | Forfait | Forfait |  |                            |  |     |     |

#### Tournoi final
| Rang | Équipe   | Pts | J | G | N | P | Bp | Bc | Diff |  | Résultats (▼ dom., ► ext.) |  |     |     |     |
| ---- | -------- | --- | - | - | - | - | -- | -- | ---- |  | -------------------------- |  | --- | --- | --- |
| 1    | Brésil   | 6   | 3 | 3 | 0 | 0 | 7  | 2  | +5   |  | Brésil                     |  | 3-2 | 2-0 | 2-0 |
| 2    | Chili    | 2   | 3 | 1 | 0 | 2 | 6  | 6  | 0    |  | Chili                      |  |     | 2-3 | 2-0 |
| 3    | Paraguay | 2   | 3 | 1 | 0 | 2 | 5  | 7  | -2   |  | Paraguay                   |  |     |     | 2-3 |
| 4    | Équateur | 2   | 3 | 1 | 0 | 2 | 3  | 6  | -3   |  | Équateur                   |  |     |     |     |

### Amérique du Nord, Amérique centrale et Caraïbes (CONCACAF)
Les tours de qualification et le tournoi pré-olympique de la CONCACAF ont eu lieu du 16 janvier 1983 au 25 avril 1984 et ont permis au Costa Rica et au Canada de se qualifier pour le tournoi olympique. Les trois derniers participants à la ronde finale continentale octroyant deux places qualificatives ont été déterminés dans les trois zones réunissant les 15 nations inscrites à l'issue d'un système à élimination directe disputé en match aller-retour, en jouant si nécessaire un match d'appui sur terrain neutre en cas d'égalité parfaite au score cumulé car la règle des buts marqués à l'extérieur n'est pas en vigueur.

#### Zone Amérique du Nord (NAFU)

##### Premier tour
| Équipe 1 | Résultat | Équipe 2 | Aller | Retour |
| -------- | -------- | -------- | ----- | ------ |
| Canada   | 7 - 1    | Bermudes | 6 - 0 | 1 - 1  |
| Mexique  | 6 - 0    | Bahamas  | 6 - 0 | 0 - 0  |

##### Second tour
| Équipe 1 | Résultat | Équipe 2 | Aller | Retour | Appui |
| -------- | -------- | -------- | ----- | ------ | ----- |
| Canada   | 3 - 2    | Mexique  | 1 - 0 | 1 - 2  | 1 - 0 |

#### Zone Amérique Centrale (UNCAF)

##### Premier tour
| Équipe 1 | Résultat | Équipe 2   | Aller | Retour |
| -------- | -------- | ---------- | ----- | ------ |
| Salvador | 0 - 6    | Guatemala  | 0 - 2 | 0 - 4  |
| Honduras | 2 - 4    | Costa Rica | 0 - 1 | 2 - 3  |

##### Second tour
| Équipe 1   | Résultat | Équipe 2  | Aller | Retour |
| ---------- | -------- | --------- | ----- | ------ |
| Costa Rica | 2 - 1    | Guatemala | 1 - 0 | 1 - 1  |

#### Zone Caraïbes (CFU)

##### Premier tour préliminaire
| Équipe 1           | Résultat | Équipe 2 | Aller | Retour |
| ------------------ | -------- | -------- | ----- | ------ |
| Antigua-et-Barbuda | 1 - 3    | Barbade  | 0 - 1 | 1 - 2  |
| Jamaïque           | 1 - 5    | Cuba     | 0 - 1 | 1 - 4  |

##### Second tour préliminaire
| Équipe 1 | Résultat | Équipe 2 | Aller | Retour |
| -------- | -------- | -------- | ----- | ------ |
| Cuba     | 2 - 0    | Barbade  | 2 - 0 | 0 - 0  |

##### Premier tour
| Équipe 1          | Résultat | Équipe 2               | Aller | Retour |
| ----------------- | -------- | ---------------------- | ----- | ------ |
| Suriname          | 1 - 3    | Cuba                   | 1 - 0 | 0 - 3  |
| Trinité-et-Tobago | 1 - 0    | Antilles néerlandaises | 1 - 0 | 0 - 0  |

##### Second tour
| Équipe 1 | Résultat | Équipe 2          | Aller | Retour | Appui |
| -------- | -------- | ----------------- | ----- | ------ | ----- |
| Cuba     | 3 - 2    | Trinité-et-Tobago | 2 - 0 | 0 - 2  | 1 - 0 |

#### Tournoi final
| Rang | Équipe     | Pts | J | G | N | P | Bp | Bc | Diff |  | Résultats (▼ dom., ► ext.) |     |     |     |
| ---- | ---------- | --- | - | - | - | - | -- | -- | ---- |  | -------------------------- | --- | --- | --- |
| 1    | Costa Rica | 5   | 4 | 1 | 3 | 0 | 1  | 0  | +1   |  | Costa Rica                 |     | 0-0 | 1-0 |
| 2    | Canada     | 4   | 3 | 1 | 2 | 0 | 3  | 0  | +3   |  | Canada                     | 0-0 |     | 3-0 |
| 3    | Cuba       | 1   | 3 | 0 | 1 | 2 | 0  | 4  | -4   |  | Cuba                       | 0-0 | -   |     |

### Asie (AFC) / Océanie (OFC)
La phase de qualification asiatique a été jouée entre le 12 août 1983 et le 29 avril 1984 en deux rondes. Un premier tour réunissant les 19 participants de la zone Asie et les 2 de la zone Océanie (deux groupes de quatre équipes, deux groupes de trois équipes et un groupe de cinq équipes) au sein d'une compétition en matches aller et retour. Les deux équipes les mieux placées de chaque groupe se sont qualifiées pour un second tour à deux poules, disputé à Singapour et dont les deux vainqueurs respectifs au terme d'une compétition à match unique contre chacun des adversaires se sont placés pour les Jeux olympiques d'été de 1984. La troisième place qualificative s'est disputée entre les deuxièmes de chaque poule à l'occasion d'un barrage unique. Au terme de cette phase éliminatoire, l'Arabie saoudite, le Qatar et l'Irak ont gagné le droit de disputer le tournoi olympique. Le Liban a en définitive renoncé à participer.

#### Premier tour

##### Groupe 1
| Rang | Équipe   | Pts | J | G | N | P | Bp | Bc | Diff |  | Résultats (▼ dom., ► ext.) |     |     |     |     |
| ---- | -------- | --- | - | - | - | - | -- | -- | ---- |  | -------------------------- | --- | --- | --- | --- |
| 1    | Koweït   | 8   | 6 | 3 | 2 | 1 | 11 | 6  | +5   |  | Koweït                     |     | 2-2 | 1-3 | 3-0 |
| 2    | Qatar    | 8   | 6 | 2 | 4 | 0 | 6  | 4  | +2   |  | Qatar                      | 0-0 |     | 1-0 | 2-1 |
| 3    | Syrie    | 7   | 6 | 3 | 1 | 2 | 9  | 8  | +1   |  | Syrie                      | 1-3 | 1-1 |     | 3-2 |
| 4    | Jordanie | 1   | 6 | 0 | 1 | 5 | 3  | 11 | -8   |  | Jordanie                   | 0-2 | 0-0 | 0-1 |     |

##### Groupe 2
| Rang | Équipe              | Pts     | J       | G       | N       | P       | Bp      | Bc      | Diff    |  | Résultats (▼ dom., ► ext.) |     |     |     |
| ---- | ------------------- | ------- | ------- | ------- | ------- | ------- | ------- | ------- | ------- |  | -------------------------- | --- | --- | --- |
| 1    | Irak                | 5       | 4       | 1       | 3       | 0       | 4       | 3       | +1      |  | Irak                       |     | 0-0 | 0-0 |
| 2    | Bahreïn             | 4       | 4       | 1       | 2       | 1       | 3       | 3       | 0       |  | Bahreïn                    | 1-2 |     | 0-0 |
| 3    | Émirats arabes unis | 3       | 4       | 0       | 3       | 1       | 3       | 4       | -1      |  | Émirats arabes unis        | 2-2 | 1-2 |     |
| -    | Liban               | Forfait | Forfait | Forfait | Forfait | Forfait | Forfait | Forfait | Forfait |  |                            |     |     |     |

##### Groupe 3
| Rang | Équipe          | Pts | J | G | N | P | Bp | Bc | Diff |  | Résultats (▼ dom., ► ext.) |     |     |     |     |     |
| ---- | --------------- | --- | - | - | - | - | -- | -- | ---- |  | -------------------------- | --- | --- | --- | --- | --- |
| 1    | Arabie saoudite | 13  | 8 | 6 | 1 | 1 | 22 | 5  | +17  |  | Arabie saoudite            |     | 2-0 | 5-0 | 5-0 | 3-0 |
| 2    | Malaisie        | 12  | 8 | 5 | 2 | 1 | 14 | 7  | +7   |  | Malaisie                   | 3-1 |     | 3-3 | 2-0 | 1-1 |
| 3    | Inde            | 7   | 8 | 3 | 1 | 4 | 11 | 14 | -3   |  | Inde                       | 1-2 | 0-2 |     | 1-2 | 4-0 |
| 4    | Singapour       | 5   | 8 | 2 | 1 | 5 | 4  | 14 | -10  |  | Singapour                  | 0-3 | 0-1 | 0-1 |     | 1-0 |
| 5    | Indonésie       | 3   | 8 | 0 | 3 | 5 | 3  | 14 | -11  |  | Indonésie                  | 1-1 | 0-2 | 0-1 | 1-1 |     |

##### Groupe 4
| Rang | Équipe       | Pts | J | G | N | P | Bp | Bc | Diff |  | Résultats (▼ dom., ► ext.) |     |     |     |     |
| ---- | ------------ | --- | - | - | - | - | -- | -- | ---- |  | -------------------------- | --- | --- | --- | --- |
| 1    | Thaïlande    | 9   | 6 | 4 | 1 | 1 | 7  | 3  | +4   |  | Thaïlande                  |     | 2-1 | 0-0 | 1-0 |
| 2    | Corée du Sud | 8   | 6 | 3 | 2 | 1 | 12 | 5  | +7   |  | Corée du Sud               | 2-0 |     | 3-3 | 4-0 |
| 3    | Chine        | 7   | 6 | 2 | 3 | 1 | 10 | 5  | +5   |  | Chine                      | 0-1 | 0-0 |     | 4-0 |
| 4    | Hong Kong    | 0   | 6 | 0 | 0 | 6 | 1  | 17 | -16  |  | Hong Kong                  | 0-3 | 0-2 | 1-3 |     |

##### Groupe 5

###### Tour préliminaire
| Équipe 1 | Résultat      | Équipe 2                  | Aller | Retour              |
| -------- | ------------- | ------------------------- | ----- | ------------------- |
| Japon    | 17 - 1        | Philippines               | 7 - 0 | 10 - 1              |
| Taïwan   | 3 - 3 (4 - 2) | Papouasie-Nouvelle-Guinée | 3 - 3 | 0 - 0 ap (4 - 2)tab |

| Rang | Équipe           | Pts | J | G | N | P | Bp | Bc | Diff |  | Résultats (▼ dom., ► ext.) |     |     |     |
| ---- | ---------------- | --- | - | - | - | - | -- | -- | ---- |  | -------------------------- | --- | --- | --- |
| 1    | Nouvelle-Zélande | 7   | 4 | 3 | 1 | 0 | 7  | 2  | +5   |  | Nouvelle-Zélande           |     | 3-1 | 2-0 |
| 2    | Japon            | 3   | 4 | 1 | 1 | 2 | 4  | 5  | -1   |  | Japon                      | 0-1 |     | 2-0 |
| 3    | Taïwan           | 2   | 4 | 0 | 2 | 2 | 2  | 6  | -4   |  | Taïwan                     | 1-1 | 1-1 |     |

#### Deuxième tour
Le tournoi a été disputé à Singapour du 14 au 29 avril 1984.

##### Groupe 1
| Rang | Équipe           | Pts | J | G | N | P | Bp | Bc | Diff |  | Résultats (▼ dom., ► ext.) |  |     |     |     |     |
| ---- | ---------------- | --- | - | - | - | - | -- | -- | ---- |  | -------------------------- |  | --- | --- | --- | --- |
| 1    | Arabie saoudite  | 7   | 4 | 3 | 1 | 0 | 13 | 7  | +6   |  | Arabie saoudite            |  | 5-4 | 4-1 | 1-1 | 3-1 |
| 2    | Corée du Sud     | 5   | 4 | 2 | 1 | 1 | 7  | 5  | +2   |  | Corée du Sud               |  |     | 0-0 | 1-0 | 2-0 |
| 3    | Koweït           | 5   | 4 | 2 | 1 | 1 | 5  | 4  | +1   |  | Koweït                     |  |     |     | 2-0 | 2-0 |
| 4    | Bahreïn          | 3   | 4 | 1 | 1 | 2 | 2  | 4  | -2   |  | Bahreïn                    |  |     |     |     | 1-0 |
| 5    | Nouvelle-Zélande | 0   | 4 | 0 | 0 | 4 | 1  | 8  | -7   |  | Nouvelle-Zélande           |  |     |     |     |     |

##### Groupe 2
| Rang | Équipe    | Pts | J | G | N | P | Bp | Bc | Diff |  | Résultats (▼ dom., ► ext.) |  |     |     |     |     |
| ---- | --------- | --- | - | - | - | - | -- | -- | ---- |  | -------------------------- |  | --- | --- | --- | --- |
| 1    | Qatar     | 8   | 4 | 4 | 0 | 0 | 7  | 1  | +6   |  | Qatar                      |  | 2-0 | 1-0 | 2-0 | 2-1 |
| 2    | Irak      | 6   | 4 | 3 | 0 | 1 | 6  | 4  | +2   |  | Irak                       |  |     | 2-1 | 2-0 | 2-1 |
| 3    | Thaïlande | 3   | 4 | 1 | 1 | 2 | 6  | 5  | +1   |  | Thaïlande                  |  |     |     | 0-0 | 5-2 |
| 4    | Malaisie  | 3   | 4 | 1 | 1 | 2 | 2  | 5  | -3   |  | Malaisie                   |  |     |     |     | 2-1 |
| 5    | Japon     | 0   | 4 | 0 | 0 | 4 | 5  | 11 | -6   |  | Japon                      |  |     |     |     |     |

##### Barrage
| Équipe 1 | Résultat | Équipe 2     |
| -------- | -------- | ------------ |
| Irak     | 1 - 0    | Corée du Sud |

### Afrique (CAF)
Le tournoi africain de qualifications pour les Jeux olympiques d’été de 1984 s’est déroulé sur trois tours entre le 3 mars 1983 et le 26 février 1984. Les trois qualifiés au tournoi olympique ont été déterminés, au terme d'un tour préliminaire et de trois rondes répartissant les 30 nations inscrites au départ, à l'issue d'un système à élimination directe disputé en match aller-retour, lors desquels la règle des buts marqués à l'extérieur est d'application pour le tour préliminaire ainsi que les deux tours suivants et, à l'occasion du dernier tour qualificatif, en jouant si nécessaire une prolongation de deux fois 15 minutes en cas d'égalité parfaite au score cumulé, car la règle des buts marqués à l'extérieur n'est cette fois plus de mise, ainsi qu'une séance de tirs au but si les deux équipes sont toujours à égalité à la fin des prolongations. Après le troisième tour, l'Égypte, le Cameroun et le Maroc se sont qualifiés pour le tournoi olympique.

#### Tour préliminaire
| Équipe 1   | Résultat | Équipe 2             | Aller | Retour |
| ---------- | -------- | -------------------- | ----- | ------ |
| Mauritanie | 2 - 6    | Gambie               | 1 - 3 | 1 - 3  |
| Mozambique | 3 - 0    | Lesotho              | 3 - 0 | 0 - 0  |
| Angola     | -        | Niger forfait        | -     | -      |
| Bénin      | -        | Sierra Leone forfait | -     | -      |
| Maurice    | -        | Madagascar forfait   | -     | -      |
| Ouganda    | -        | Congo forfait        | -     | -      |

#### Premier tour
| Équipe 1   | Résultat | Équipe 2         | Aller | Retour |
| ---------- | -------- | ---------------- | ----- | ------ |
| Angola     | 3 - 4    | Cameroun         | 1 - 1 | 2 - 3  |
| Gambie     | 0 - 3    | Ghana            | 0 - 2 | 0 - 1  |
| Guinée     | 0 - 3    | Maroc            | 0 - 0 | 0 - 3  |
| Kenya      | 1 - 2    | Libye            | 1 - 0 | 0 - 2  |
| Mozambique | 0 - 3    | Zimbabwe         | 0 - 1 | 0 - 2  |
| Nigeria    | 3 - 2    | Togo             | 2 - 1 | 1 - 1  |
| Sénégal    | 4 - 0    | Bénin            | 2 - 0 | 2 - 0  |
| Soudan     | 1 - 2    | Égypte           | 0 - 0 | 1 - 2  |
| Tunisie    | 4 - 1    | Gabon            | 3 - 0 | 1 - 1  |
| Ouganda    | 4 - 4 E  | Algérie          | 4 - 1 | 0 - 3  |
| Éthiopie   | -        | Tanzanie forfait | -     | -      |
| Zambie     | -        | Maurice forfait  | -     | -      |

#### Deuxième tour
| Équipe 1 | Résultat | Équipe 2        | Aller | Retour |
| -------- | -------- | --------------- | ----- | ------ |
| Libye    | 2 - 3    | Algérie         | 2 - 1 | 0 - 2  |
| Maroc    | 2 - 1    | Sénégal         | 1 - 0 | 1 - 1  |
| Nigeria  | 2 - 1    | Ghana           | 0 - 0 | 2 - 1  |
| Zambie   | 1 - 2    | Égypte          | 1 - 0 | 0 - 2  |
| Zimbabwe | 3 - 3 E  | Éthiopie        | 3 - 2 | 0 - 1  |
| Cameroun | -        | Tunisie forfait | -     | -      |

#### Troisième tour
| Équipe 1 | Résultat      | Équipe 2 | Aller | Retour              |
| -------- | ------------- | -------- | ----- | ------------------- |
| Algérie  | 1 - 2         | Égypte   | 1 - 1 | 0 - 1               |
| Cameroun | 5 - 1         | Éthiopie | 4 - 0 | 1 - 1               |
| Nigeria  | 0 - 0 (3 - 4) | Maroc    | 0 - 0 | 0 - 0 ap (3 - 4)tab |